# Пунтос
Пунтос (кат. Pontós) - муніципалітет, розташований в Автономній області Каталонія, в Іспанії. Знаходиться у районі (кумарці) Ал Ампурда провінції Жирона, згідно з новою адміністративною реформою перебуватиме у складі Баґарії (округи) Жирона.

## Населення
Населення міста (у 2007 р.) становить 201 особа (з них менше 14 років - 9,5%, від 15 до 64 - 59,7%, понад 65 років - 30,8%). У 2006 р. народжуваність склала 0 осіб, смертність - 0 осіб, зареєстровано 0 шлюбів. У 2001 р. активне населення становило 115 осіб, з них безробітних - 6 осіб.

Серед осіб, які проживали на території міста у 2001 р., 189 народилися в Каталонії (з них 118 осіб у тому самому районі, або кумарці), 24 особи приїхали з інших областей Іспанії, а 10 осіб приїхало з-за кордону. 

Університетську освіту має 15,1% усього населення. 

У 2001 р. нараховувалося 85 домогосподарств (з них 25,9% складалися з однієї особи, 24,7% з двох осіб,20% з 3 осіб, 20% з 4 осіб, 9,4% з 5 осіб, 0% з 6 осіб, 0% з 7 осіб, 0% з 8 осіб і 0% з 9 і більше осіб).

Активне населення міста у 2001 р. працювало у таких сферах діяльності : у сільському господарстві - 21,1%, у промисловості - 12,8%, на будівництві - 12,8% і у сфері обслуговування - 53,2%. 

 У муніципалітеті або у власному районі (кумарці) працює 79 осіб, поза районом - 68 осіб.

### Безробіття
У 2007 р. нараховувалося 4 безробітних (у 2006 р. - 6 безробітних), з них чоловіки становили 50%, а жінки - 50%.

## Економіка

### Підприємства міста

#### Промислові підприємства
| \| Промислові підприємства міста, за сферою діяльності \| Промислові підприємства міста, за сферою діяльності \| Промислові підприємства міста, за сферою діяльності \| \| Рік \| 2002 р. \| 2001 р. \| \| --------------------------------------------------- \| --------------------------------------------------- \| --------------------------------------------------- \| \| Енергетичні та водні ресурси \| 20% \| 16,7% \| \| Хімія та метали \| 40% \| 33,3% \| \| Переробка металів \| 20% \| 33,3% \| \| Продукти харчування \| 0% \| 0% \| \| Текстиль \| 0% \| 0% \| \| Виробництво меблів, видання \| 20% \| 16,7% \| \| Інше \| 0% \| 0% \| \| Усього підприємств \| 5 \| 6 \| |         |         |
| Промислові підприємства міста, за сферою діяльності |         |         |
| Рік | 2002 р. | 2001 р. |
| Енергетичні та водні ресурси | 20%     | 16,7%   |
| Хімія та метали | 40%     | 33,3%   |
| Переробка металів | 20%     | 33,3%   |
| Продукти харчування | 0%      | 0%      |
| Текстиль | 0%      | 0%      |
| Виробництво меблів, видання | 20%     | 16,7%   |
| Інше | 0%      | 0%      |
| Усього підприємств | 5       | 6       |

#### Роздрібна торгівля
| \| Підприємства роздрібної торгівлі міста, за сферою діяльності \| Підприємства роздрібної торгівлі міста, за сферою діяльності \| Підприємства роздрібної торгівлі міста, за сферою діяльності \| \| Рік \| 2002 р. \| 2001 р. \| \| ------------------------------------------------------------ \| ------------------------------------------------------------ \| ------------------------------------------------------------ \| \| Продукти харчування \| 14,3% \| 16,7% \| \| Одяг та взуття \| 14,3% \| 16,7% \| \| Товари для дому \| 0% \| 0% \| \| Книги та періодичні видання \| 0% \| 0% \| \| Промислова хімічна продукція \| 28,6% \| 33,3% \| \| Продукція, пов'язана з транспортними засобами \| 14,3% \| 16,7% \| \| Інше \| 28,6% \| 16,7% \| \| Усього підприємств \| 7 \| 6 \| |         |         |
| Підприємства роздрібної торгівлі міста, за сферою діяльності |         |         |
| Рік | 2002 р. | 2001 р. |
| Продукти харчування | 14,3%   | 16,7%   |
| Одяг та взуття | 14,3%   | 16,7%   |
| Товари для дому | 0%      | 0%      |
| Книги та періодичні видання | 0%      | 0%      |
| Промислова хімічна продукція | 28,6%   | 33,3%   |
| Продукція, пов'язана з транспортними засобами | 14,3%   | 16,7%   |
| Інше | 28,6%   | 16,7%   |
| Усього підприємств | 7       | 6       |

#### Сфера послуг
| \| Підприємства міста, що працюють у сфері послуг, за діяльністю \| Підприємства міста, що працюють у сфері послуг, за діяльністю \| Підприємства міста, що працюють у сфері послуг, за діяльністю \| \| Рік \| 2002 р. \| 2001 р. \| \| ------------------------------------------------------------- \| ------------------------------------------------------------- \| ------------------------------------------------------------- \| \| Гуртова торгівля \| 10% \| 10% \| \| Готелі та готельний бізнес \| 60% \| 60% \| \| Транспорт та зв'язок \| 20% \| 20% \| \| Посередницькі фінансові послуги \| 0% \| 0% \| \| Послуги підприємствам \| 0% \| 0% \| \| Послуги фізичним особам \| 0% \| 0% \| \| Нерухомість та ін. \| 10% \| 10% \| \| Усього підприємств \| 10 \| 10 \| |         |         |
| Підприємства міста, що працюють у сфері послуг, за діяльністю |         |         |
| Рік | 2002 р. | 2001 р. |
| Гуртова торгівля | 10%     | 10%     |
| Готелі та готельний бізнес | 60%     | 60%     |
| Транспорт та зв'язок | 20%     | 20%     |
| Посередницькі фінансові послуги | 0%      | 0%      |
| Послуги підприємствам | 0%      | 0%      |
| Послуги фізичним особам | 0%      | 0%      |
| Нерухомість та ін. | 10%     | 10%     |
| Усього підприємств | 10      | 10      |

## Житловий фонд
У 2001 р. 5,9% усіх родин (домогосподарств) мали житло метражем до 59 м², 14,1% - від 60 до 89 м², 29,4% - від 90 до 119 м² і
50,6% - понад 120 м².

З усіх будівель у 2001 р. 22,7% було одноповерховими, 61,3% - двоповерховими, 16
% - триповерховими, 0% - чотириповерховими, 0% - п'ятиповерховими, 0% - шестиповерховими,
0% - семиповерховими, 0% - з вісьмома та більше поверхами.

## Автопарк
| \| Автомобілі, зареєстровані у місті, за призначенням \| Автомобілі, зареєстровані у місті, за призначенням \| Автомобілі, зареєстровані у місті, за призначенням \| \| Рік \| 2006 р. \| 2005 р. \| \| -------------------------------------------------- \| -------------------------------------------------- \| -------------------------------------------------- \| \| Приватні автомобілі \| 60,6% \| 61,9% \| \| Мотоцикли \| 12,2% \| 12,2% \| \| Вантажівки \| 25,3% \| 23,7% \| \| Трактори \| 0% \| 0% \| \| Автобуси та ін. \| 1,9% \| 2,2% \| \| Усього автомобілів \| 312 шт. \| 312 шт. \| |         |         |
| Автомобілі, зареєстровані у місті, за призначенням |         |         |
| Рік | 2006 р. | 2005 р. |
| Приватні автомобілі | 60,6%   | 61,9%   |
| Мотоцикли | 12,2%   | 12,2%   |
| Вантажівки | 25,3%   | 23,7%   |
| Трактори | 0%      | 0%      |
| Автобуси та ін. | 1,9%    | 2,2%    |
| Усього автомобілів | 312 шт. | 312 шт. |

## Вживання каталанської мови
У 2001 р. каталанську мову у місті розуміли 99,1% усього населення (у 1996 р. - 99,5%), вміли говорити нею 91,4% (у 1996 р. - 
92,5%), вміли читати 90,5% (у 1996 р. - 87,3%), вміли писати 41,6
% (у 1996 р. - 41,3%). Не розуміли каталанської мови 0,9%.

## Політичні уподобання
У виборах до Парламенту Каталонії у 2006 р. взяло участь 128 осіб (у 2003 р. - 138 осіб). Голоси за політичні сили розподілилися таким чином:
| \| Вибори до Парламенту Каталонії \| Вибори до Парламенту Каталонії \| Вибори до Парламенту Каталонії \| \| Рік \| 2006 р. \| 2003 р. \| \| -------------------------------------- \| ------------------------------ \| ------------------------------ \| \| Конвергенція та Єднання (CiU) \| 53,1% \| 50,7% \| \| Соціалістична партія Каталонії (PSC) \| 11,7% \| 12,3% \| \| Народна партія (PP) \| 10,9% \| 7,2% \| \| Ініціатива за зелену Каталонію (IC) \| 4,7% \| 5,8% \| \| Республіканська лівиця Каталонії (ERC) \| 14,1% \| 22,5% \| \| Громадянська партія (C's) \| 2,3% \| 0% \| \| Інші \| 3,1% \| 1,4% \| |         |         |
| Вибори до Парламенту Каталонії |         |         |
| Рік | 2006 р. | 2003 р. |
| Конвергенція та Єднання (CiU) | 53,1%   | 50,7%   |
| Соціалістична партія Каталонії (PSC) | 11,7%   | 12,3%   |
| Народна партія (PP) | 10,9%   | 7,2%    |
| Ініціатива за зелену Каталонію (IC) | 4,7%    | 5,8%    |
| Республіканська лівиця Каталонії (ERC) | 14,1%   | 22,5%   |
| Громадянська партія (C's) | 2,3%    | 0%      |
| Інші | 3,1%    | 1,4%    |